# Deutsche Lastautomobilfabrik
| DAAG ACO Postbus                        | DAAG ACO Postbus       |
| --------------------------------------- | ---------------------- |
|                                         |                        |
| Baujahr                                 | 1924                   |
| Indienststellung                        | Juli 1925 in Dortmund  |
| Außerdienststellung                     | 1953 in Dortmund       |
| Ausgestellt im Museum für Kommunikation | 1976 in Frankfurt      |
| Fahrfähige Restaurierung                | 2008                   |
| Inbetriebsetzungskosten Technik         | ca. 100.000 Euro       |
| Original-Kennzeichen                    | RP-3841                |
| Fahrgestellnummer                       | 3841                   |
| Länge                                   | 7,4 Meter              |
| Breite                                  | 2,35 Meter             |
| Zylinder                                | 4                      |
| Leistung                                | 44 kW (60 PS)          |
| Hubraum                                 | 7190 cm³               |
| Höchstgeschwindigkeit                   | 45 km/h                |
| Kraftstoff                              | Normalbenzin, bleifrei |
| Verbrauch                               | > 25 l/100 km          |
| Fahrgastplätze                          | 24                     |
| Leergewicht                             | 5070 kg                |
| Nutzlast                                | 3450 kg                |
| Zulässiges Gesamtgewicht                | 8650 kg                |
| Achslast vorn                           | 2870 kg                |
| Achslast hinten                         | 5780 kg                |
| Gesamte Stückzahl Reichspost            | 628                    |

Die Deutsche Lastautomobilfabrik AG (DAAG) war ein 1910 gegründetes und bis 1930 bestehendes deutsches Unternehmen zur Herstellung von Nutzfahrzeugen.

## Gründung
Die DAAG wurde am 2. November 1910 beim Amtsgericht Ratingen in das Handelsregister eingetragen. Die Gründer, drei Ingenieure, ein Bauunternehmer und ein Rechtsanwalt, sahen einen Trend zu „pferdelosen“ Transportfahrzeugen, die damals mit Vollgummireifen, Karbidlaternen und ihrem aufklappbaren Verdeck den Kutschen noch sehr ähnlich sahen.

### Geschichte

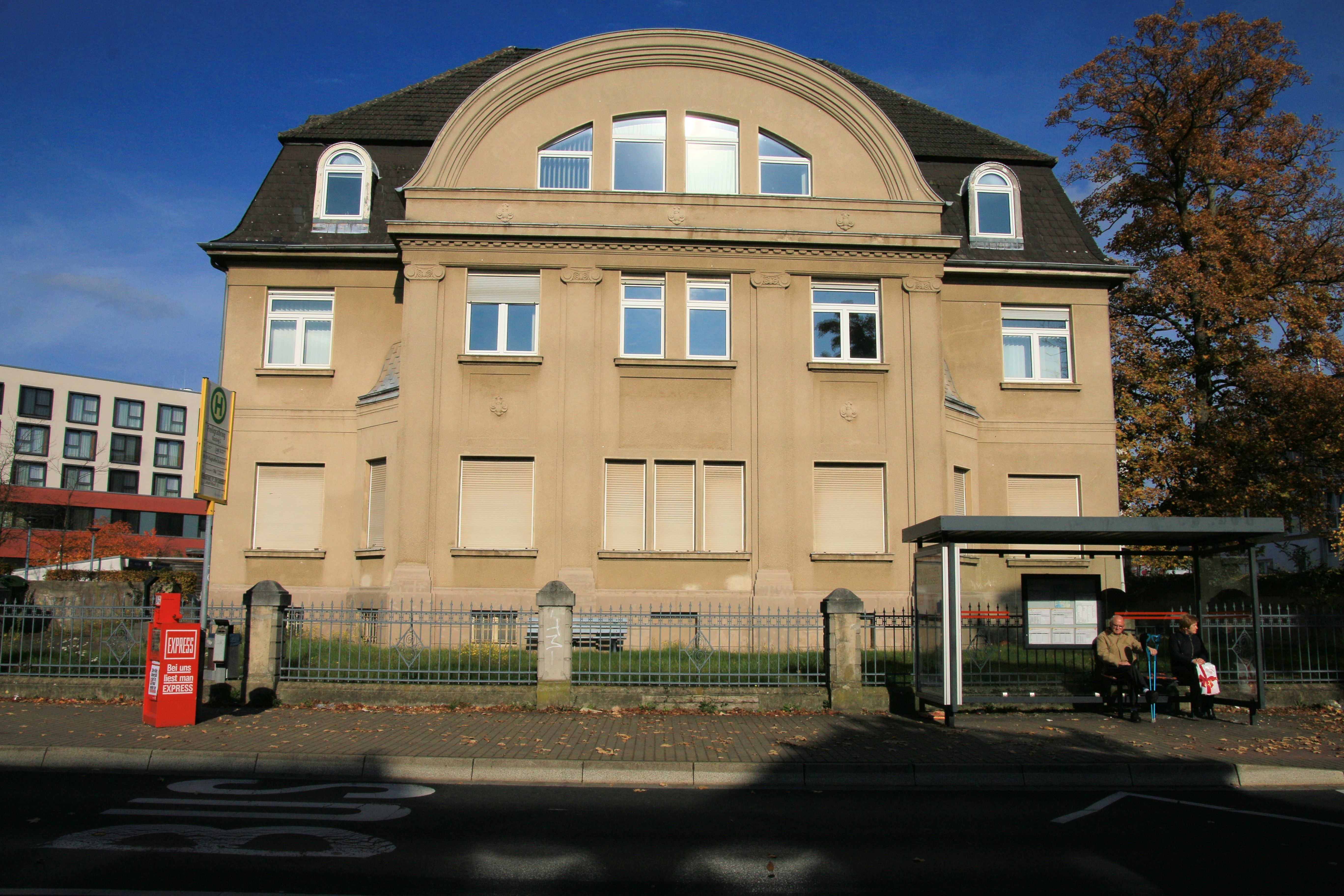
Ehemaliges Verwaltungsgebäude der DAAG in Ratingen, Bahnstraße 47

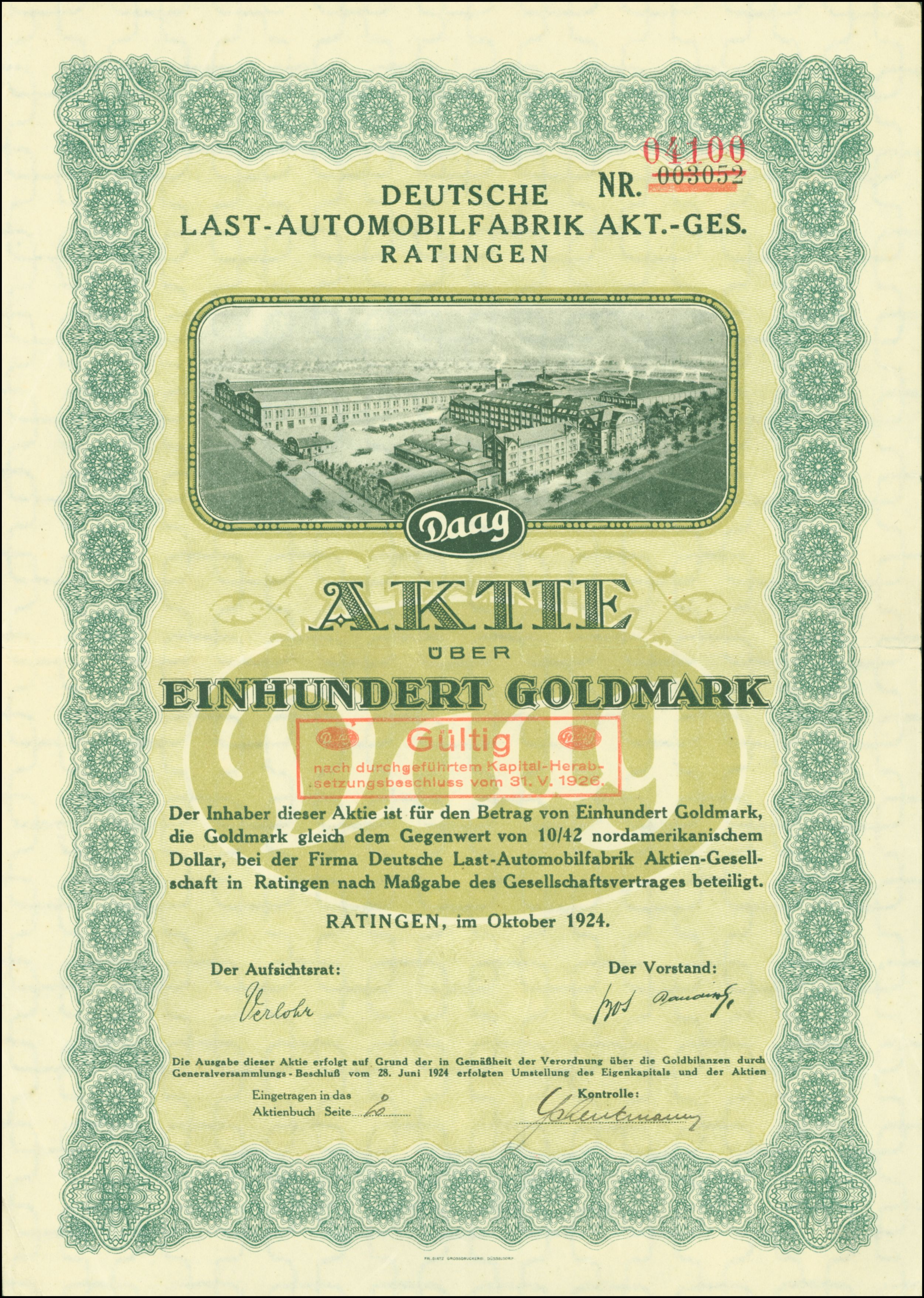
Aktie über 100 Goldmark der DAAG vom Oktober 1924

Bereits 1913 war das Unternehmen mit neun unterschiedlichen Lastkraftwagen und fünf Omnibussen am Markt vertreten, wobei eine Motorbremse, auf die die DAAG ein Patent besaß, zu den besonderen technischen Attraktionen gehörte. Die Nockenwelle wurde dabei während des Bremsens verstellt, sodass der Motor als Kompressor arbeitete.
Ab 1914 stellte die DAAG die gesamte Produktion in den Dienst der Rüstungsindustrie für den Ersten Weltkrieg und lieferte ihre Dreieinhalb-, Vier- und Fünftonner an das Heer. Entsprechend expandierte das Werk: 900 Arbeiter und Angestellte bedienten zu dieser Zeit 300 Maschinen auf einer Gesamtfläche von 65.000 Quadratmetern. Das Aktienkapital stieg bis 1915 auf 5 Millionen Mark.
Nach dem Ersten Weltkrieg baute die DAAG weitere Hallen. In einer Werbebroschüre von 1919 hieß es: „Eine Beschreibung der Deutschen Last-Automobil A.G. in Ratingen ist gleichbedeutend mit der Geschichte des Lastautomobils selbst.“
Die DAAG setzte nach dem Krieg auf den Schnelllaster (NAC 2/25), der vor allem bei Brauereien, Feuerwehren, kommunalen Fuhrparks und Zirkusbetrieben Zuspruch fand. (Z. B. stellte der Zirkus Sarrasani damals seinen gesamten Fuhrpark auf DAAG-Fahrzeuge um.) Die Deutsche Reichspost bestellte 628 DAAG-Schnelllaster.
In den 1920er Jahren bot die DAAG in Prospekten ihren Kunden eine große Vielfalt an Aufbauten an, die z. T. von der Karosseriefabrik Lange & Gutzeit in Berlin hergestellt wurden. So gab es z. B. offene Gesellschaftswagen mit verschiedenen Sitzanordnungen (für die Polizei) oder Stadt- und Panoramabusse.
1924 brachte die DAAG einen neuen Vierzylinder-Omnibus auf den Markt, der einen überdurchschnittlichen Umsatz erzielte. Dies ermöglichte den Kauf der Rheka-Werke (Rheinisches Karosseriewerk GmbH) in Lintorf. Hierhin wurde der gesamte Karosseriebau der DAAG verlegt.
Die DAAG unterhielt einige Generalvertretungen, so z. B. die Bochumer Maschinenindustrie GmbH, Fahrzeugwerk Adolf Märker.

### Umstrukturierung

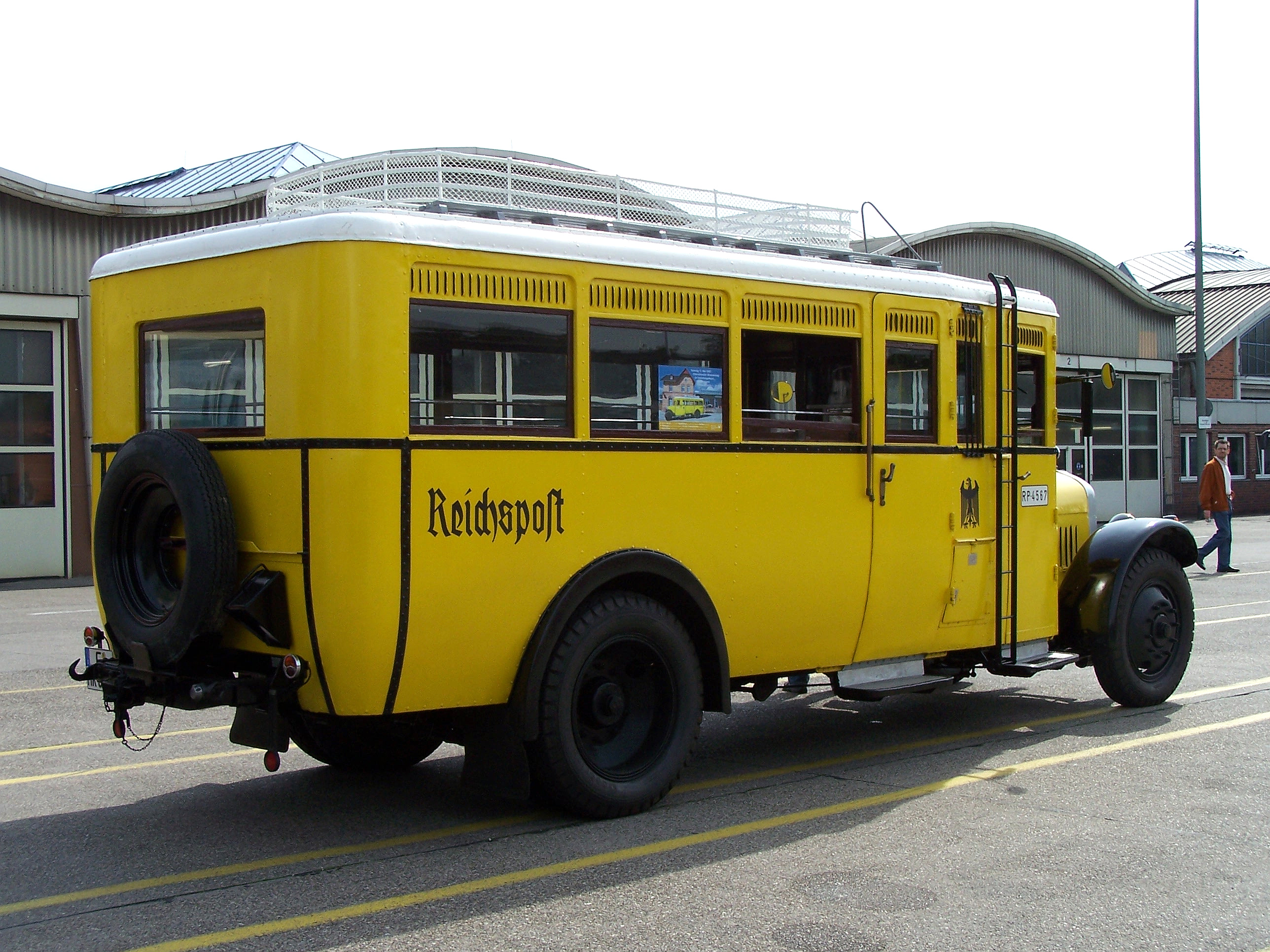
Historischer Postbus von DAAG des Museums für Kommunikation in Frankfurt am Main aus dem Jahr 1925

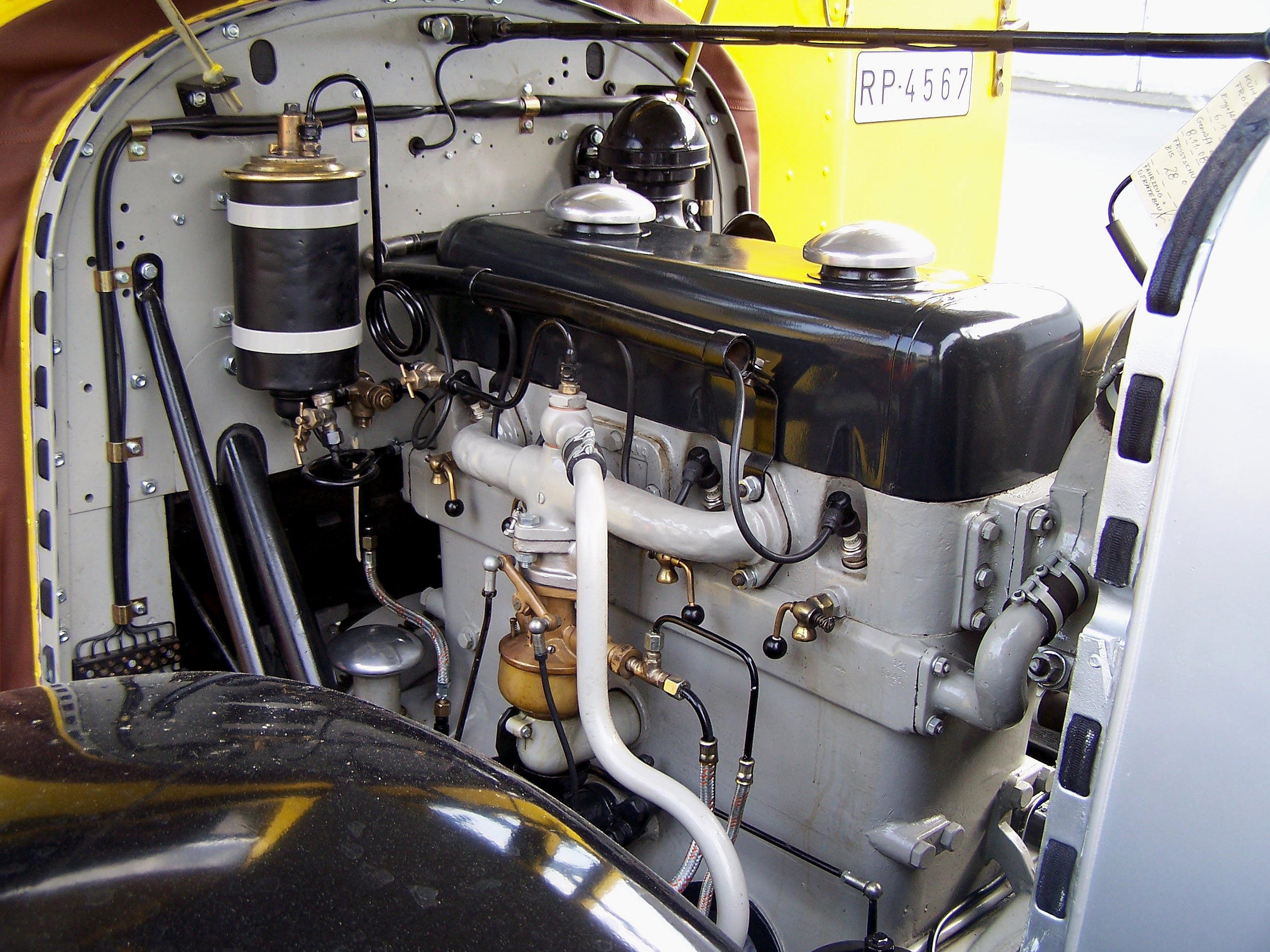
Motor des DAAG-Postbusses von 1925

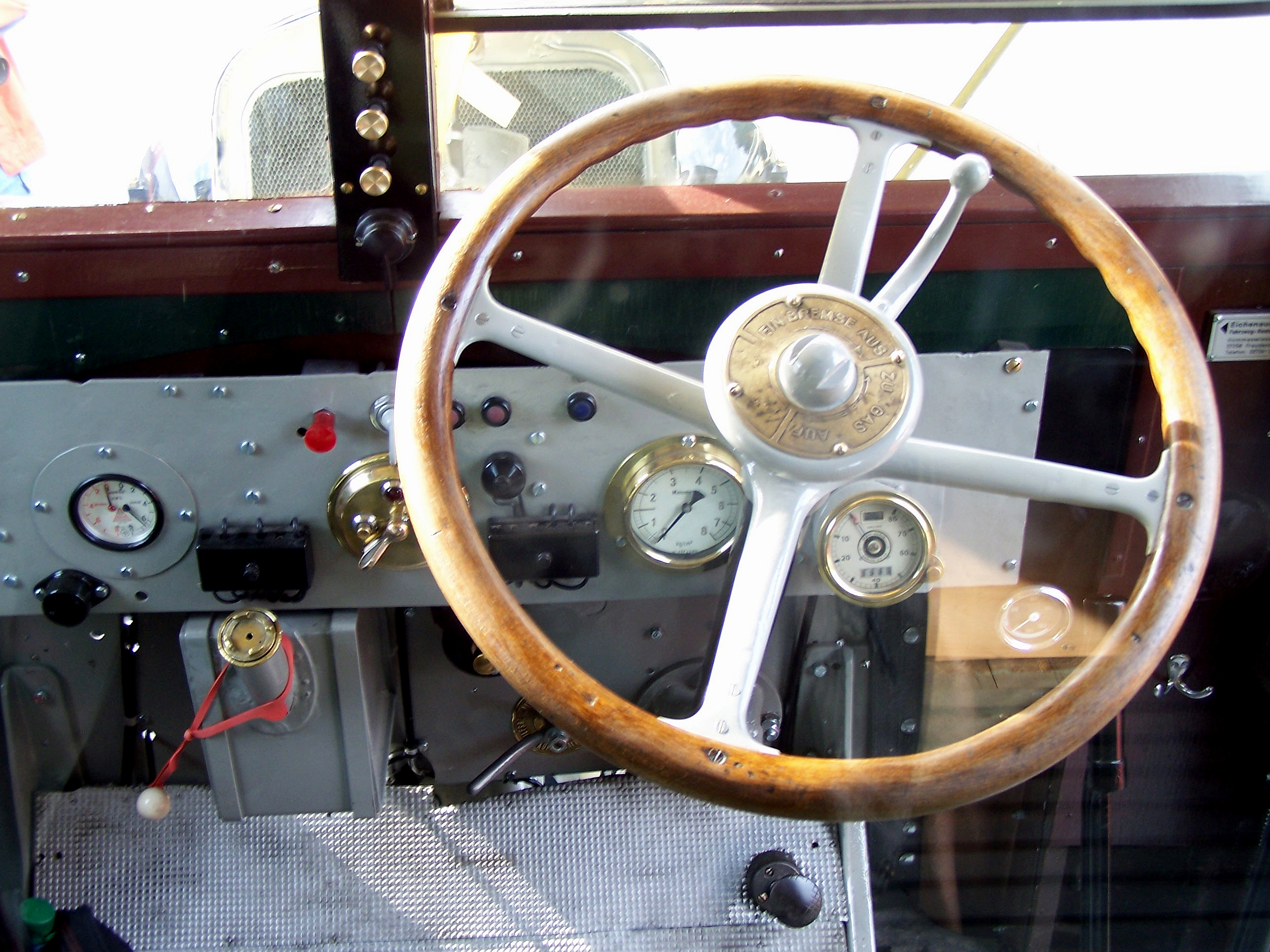
Armaturentafel des DAAG-Postbusses von 1925

1926 musste das Lintorfer Zweigwerk geschlossen werden. Die Produktion der DAAG wurde von 100 auf 40 Fahrzeuge monatlich gedrosselt; die Belegschaft sank von 1200 auf 700 Mitarbeiter. Trotz politischer und wirtschaftlicher Wirren entwickelte die DAAG weiterhin neue technische Konzepte, so Ende der 1920er Jahre den L6, einen Sechszylindermotor für Fünf- bis Sechs-Tonnen-Lastkraftwagen. Allerdings war der Motor zu schwer für den verwendeten Rahmen, und es kam zu zahlreichen Brüchen, Rissen und daraufhin zu Reklamationen.

## Werkschließung
Mitte der 1920er Jahre war die Aktienmehrheit auf den Stumm-Konzern übergegangen, der durch eine drastische Verringerung der Belegschaft das Werk retten wollte. Im Industrie-Club Düsseldorf kam es zu geheimen Gesprächen mit dem Krupp-Konzern in Essen, der die DAAG 1929 für eine Million Reichsmark übernahm. Krupp stellte zunächst die allgemeine Omnibus-Produktion ein und führte nur die lukrative Postbus-Produktion fort. In Folge der 1929 einsetzenden Weltwirtschaftskrise wurde das Werk in Ratingen im Frühjahr 1930 vollständig geschlossen. Der Ersatzteilverkauf wurde für weitere zehn Jahre von Krupp übernommen.
DAAG-Fahrzeuge waren noch bis in die späten 1950er Jahre in Betrieb, vor allem bei Kommunen und der Deutschen Bundespost, die 1950 noch 38 DAAG-Busse besaß.

## Erhaltene Fahrzeuge
Ein fahrbereiter und komplett restaurierter DAAG-Postbus Typ ACO aus dem Jahr 1925 gehört dem Museum für Kommunikation in Frankfurt am Main. Der Omnibus blieb als einziges Fahrzeug seines Typs erhalten, alle anderen DAAG-Busse wurden nach dem Ende ihres Planeinsatzes verschrottet.